# チシマウスバスミレ
チシマウスバスミレ（千島薄葉菫、学名：Viola hultenii）はスミレ科スミレ属の多年草。別名、ケウスバスミレ。

## 特徴
無茎の種。高さは5-8cmになる。地下茎は細長く、浅い場所を水平に伸長し、節間はやや長く、節には褐色になった古い托葉が残存する。根出葉は1-2個つき、開花の前に展開する。葉身は質が薄く、腎円形で、長さ0.7-2(-4)cm、先は円頭または急にとがり、基部は深い心形、縁にはやや粗い低平な鋸歯があり、短毛がある。葉の表面は鮮緑色で、細い毛が散生し、裏面はわずかに短毛が生えるか無毛。基部にある托葉はほぼ離生し、披針形で、縁には腺毛がある。葉柄は長さ1.5-6(-11)cmになる。
花期は5-7月。展開した葉間から葉柄より少し長い花柄を伸ばし花をつける。花は径1-1.5cm、白色で、紫色の条がある。花弁は楕円状倒卵形、上弁は反り返り、側弁の基部は無毛または有毛、唇弁には紫色のすじが入る。唇弁の距は細く短い。萼片は卵形から披針形で、その後部の付属体は全縁。雄蕊は5個あり、花柱はカマキリの頭形になり、上部の両翼が左右に短く張り出す。染色体数は2n=24。
開花の後、細くて長い匐枝を伸ばし、先端に新苗をつけてふえるので小群落をつくる。小群落になって多数葉をつけていても花がつくものは少ない。

## 分布と生育環境
日本では、北海道（東部）、本州（早池峰山・五葉山・鳥海山・朝日山地・駒止湿原・尾瀬・足尾山地横根山・長野県カヤの平など）に分布し、北海道では低地、本州では山地から亜高山帯の湿原または湿地のミズゴケ床に生育する。世界では、千島列島、サハリン、カムチャツカ半島南部に分布する。
本州の湿原では、ミズゴケ床に生えるハイイヌツゲなどの低木やコバイケイソウなどの大型草本の葉の下に隠れていたり、他の大型植物の下にあり、日陰に多い。

## ウスバスミレとの違い
本種は、スミレ属ウスバスミレ節 Sect. Plagiostiostigmaで近縁のウスバスミレ Viola blandiformis Nakaiによく似る。シノニムのとおり、ウスバスミレを基本種とする変種とされたこともあるが、現在は独立種とされている。
本種は別名のケウスバスミレのとおり、葉の縁や表面に毛があり、ときに裏面にも生えることがあるが、ウスバスミレの葉には両面ともに毛が生えない。また、本種の鋸歯はやや粗い低平な鋸歯となるが、ウスバスミレは鋸歯の上下が重なりあう。さらに生育地としては、本種は、亜寒帯から冷温帯のミズゴケ湿地であるが、ウスバスミレは、亜高山帯針葉樹林の林下の湿ったコケむす場所と生育環境が異なる。

## 他の近縁種
本種に近縁で、よく似る、北アメリカ大陸に分布するアメリカウスバスミレ Viola blanda Willd. がある。同種の染色体数は2n=44, 48である。

## 名前の由来
和名のチシマウスバスミレは「千島薄葉菫」の意。宮部金吾および舘脇操 (1934) による命名である。

## 保全状況評価
絶滅危惧II類 (VU)（環境省レッドリスト）
（2019年、環境省）

## ギャラリー

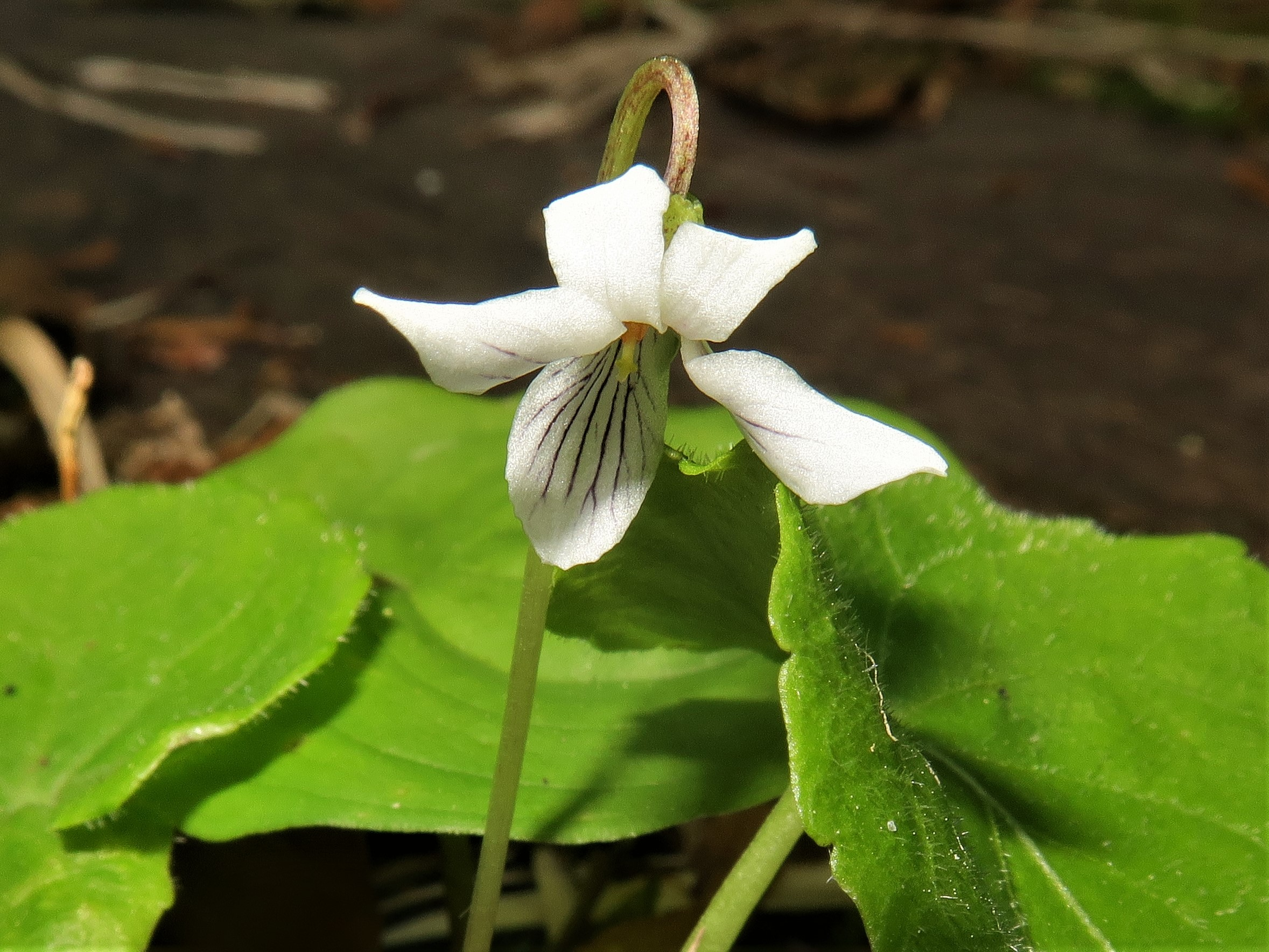
上弁は反り返り、唇弁に紫色のすじが入る。花柱はカマキリの頭形になる。
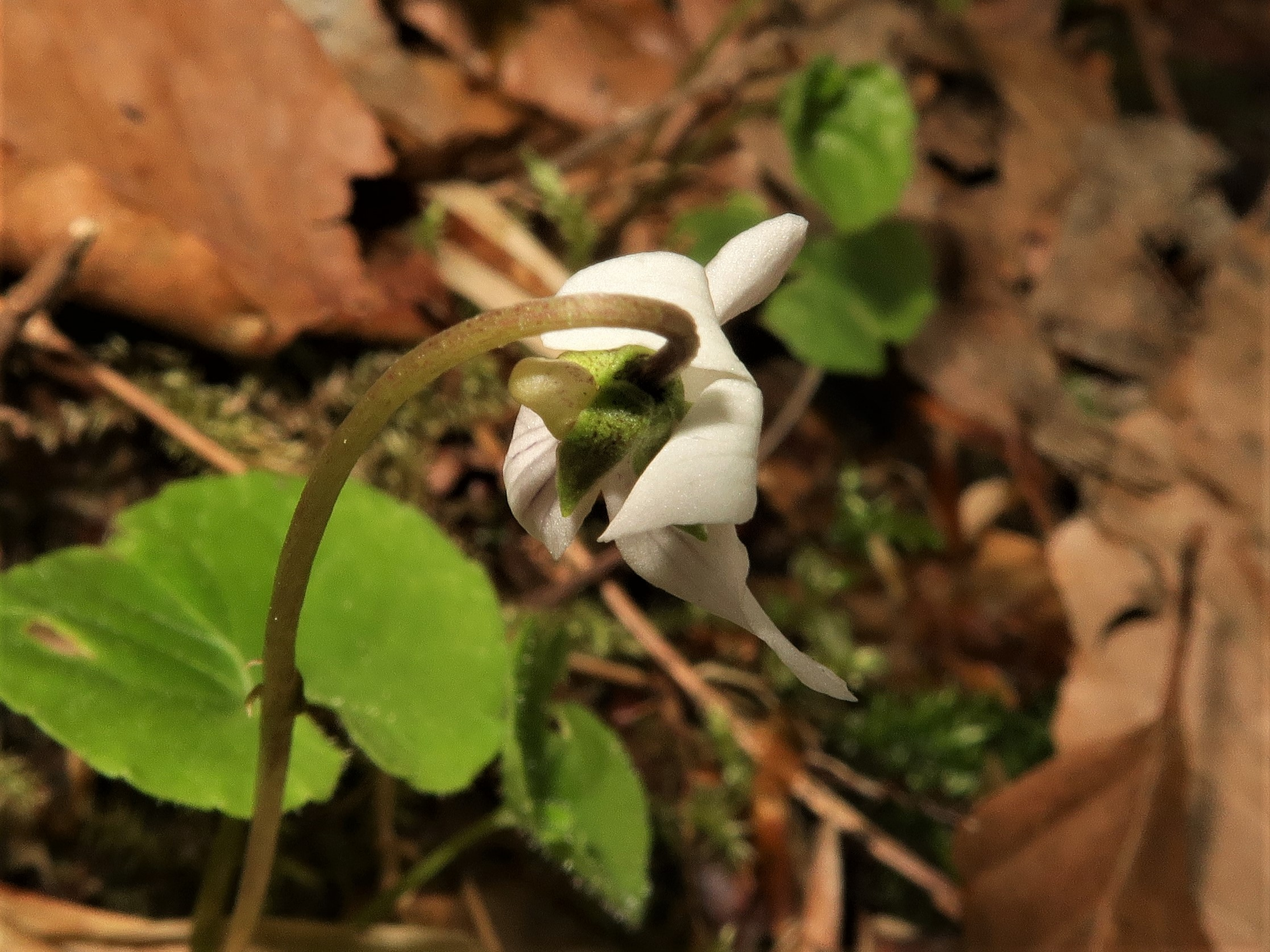
距は細く短い。萼片は卵形から披針形になる。
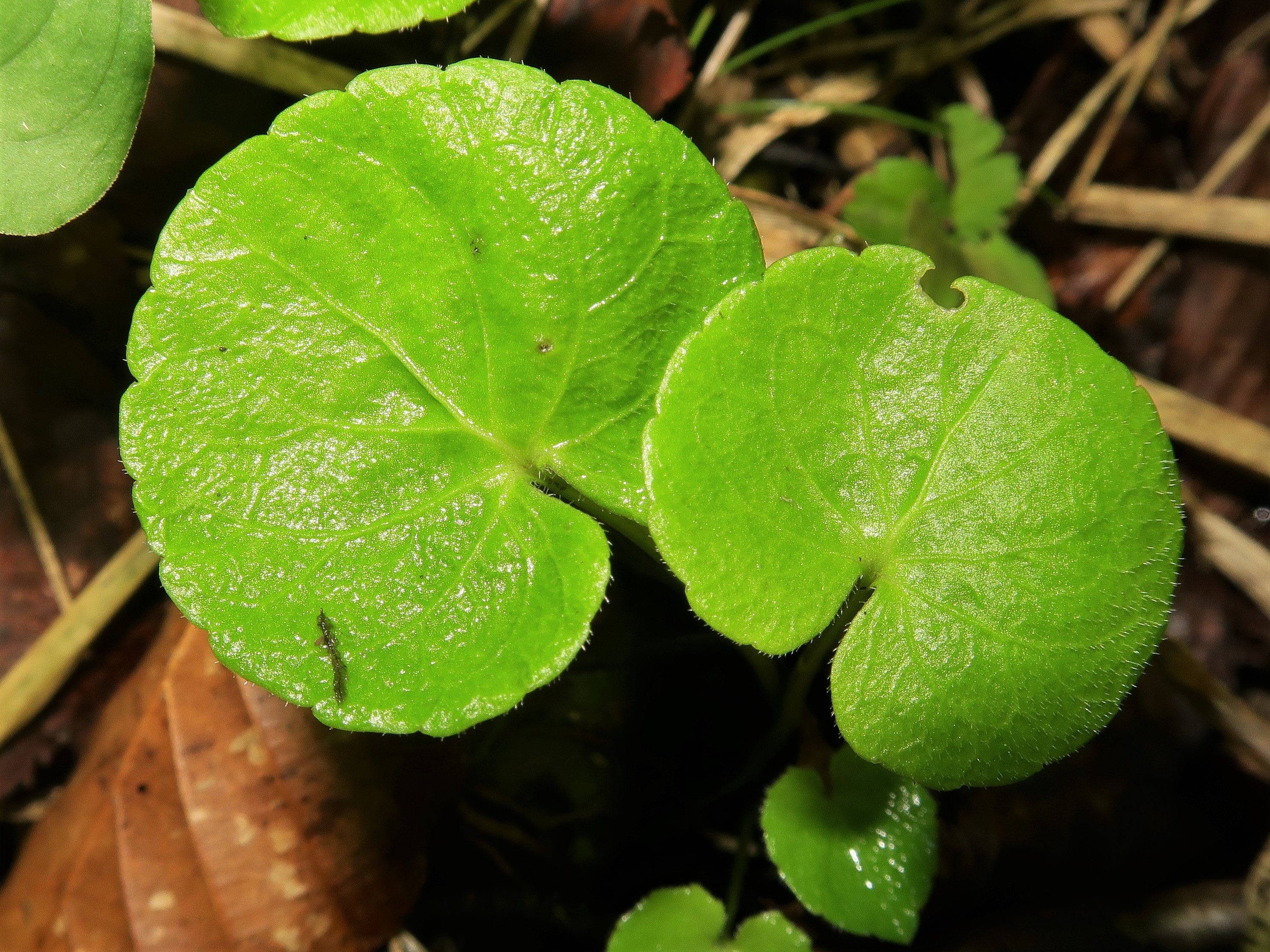
葉の表面と縁に毛が生える。
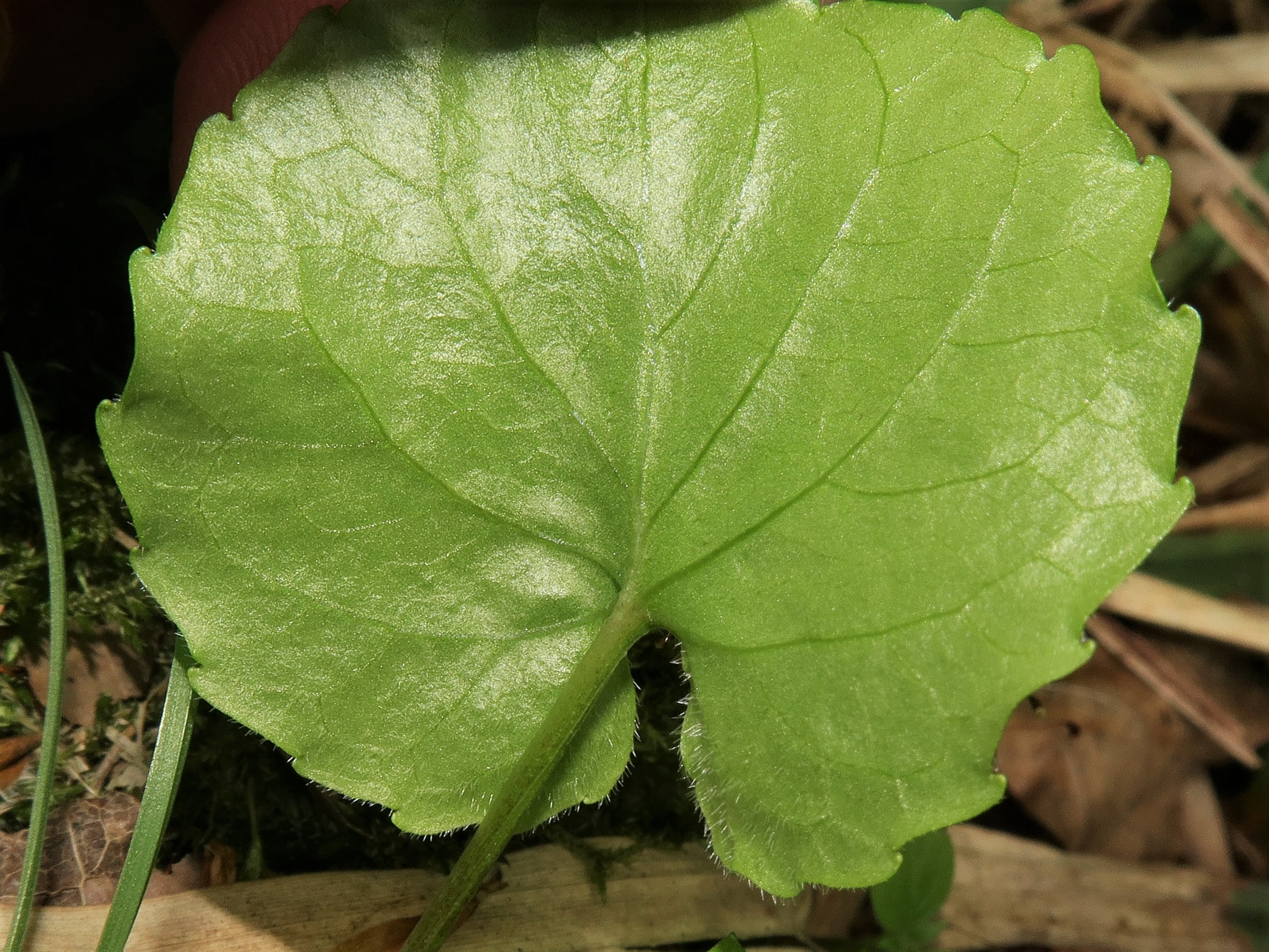
葉の裏面基部にも毛が生える。